# Carl Döbel
Carl Döbel auch Karl (* 13. Januar 1903 in Kassel; † 24. August 1959 ebenda) war ein deutscher Zeichner und Maler.

## Ausbildung
Döbel begann zunächst eine Tischlerlehre in Kassel. Gesundheitsbedingt arbeitete er nie in diesem erlernten Beruf. Er studierte Malerei an der Kunstgewerbeschule Kassel, der Akademie für Bildende Kunst in München und an der Kunsthochschule Kassel bei Curt Witte. Mit Teo Otto erhielt er ein Stipendium in Paris. In Paris befreundete er sich mit Henri Barbusse, den er mehrmals porträtierte. Es folgten Studienreisen nach Frankreich, Korsika und Italien. Er kehrte anschließend nach Kassel zurück. Döbel war Mitglied der Novembergruppe. 1928 wurde Döbel mit dem Preis der Stadt Kassel ausgezeichnet. 1929 hatte er mit Karl Leyhausen eine Ateliergemeinschaft. Nach 1930 erfuhr er öffentliche Anerkennung und wurde durch die Familie Cassirer gefördert.
Döbel konnte sich zumindest bis 1937 an Kunstausstellungen beteiligen. 1937 wurden im Rahmen der deutschlandweiten konzertierten Aktion „Entartete Kunst“ sieben seiner Bilder aus öffentlichen Sammlungen beschlagnahmt. Die LOST Art-Datenbank des Deutschen Zentrums Kulturgutverluste verzeichnet ein weiteres Werk, das Ölgemälde Junge mit Austern, als verschollen.
1946 war Döbel Gründungsmitglied der Hessischen Sezession um Arnold Bode.

## Werk
In seiner Pariser Zeit entstanden Bleistiftstudien, vor allem zum Alltagsleben der Schiffer und Pariser Hafenarbeiter. Zunächst begeisterte sich Carl Döbel für den expressionistischen Holzschnitt, verfolgte anschließend Tendenzen der Neuen Sachlichkeit und widmete sich vorübergehend figürlichen Themen, die von den italienischen Neoklassizisten und der französischen Moderne beeinflusst waren. Ab Mitte der 30er Jahre malte Carl Döbel immer häufiger Schiffe. Es wurde ein beherrschendes Motiv, das nach dem Krieg besonders Einflüsse von Picasso, Joan Miró und Paul Klee aufnahm. In seinem Spätwerk griff er den Tachismus und das Informel auf. In schwungvoll-vitaler Weise malte Döbel in prächtiger, reich nuancierter Farbigkeit zunehmend verknappte, schließlich kürzelhaft auf Dreiecke und Mondsicheln reduzierte Schiffsrümpfe mit aneinandergereihten, meist segellosen Masten, mit formelhaften Gesichtern, Wasser und Himmel ununterscheidbar zusammengezogen. Er schuf auch gebrauchsgraphische Arbeiten und in den 1950er Jahren setzte er sich künstlerisch mit Raum- und Wand-Gestaltungen aus Keramik- und Metalldrahtreliefs auseinander. Zu diesen Arbeiten gehören in Kassel das Fresko in der Aula der Albert-Schweitzer-Schule Orpheus singt den Tieren von 1954, ein Phönix-Mosaik in einer Berufsschule, im Foyer des ehemaligen Polizeipräsidiums das Relief Martinslegende, in einem Schwimmbad in der Karl-Strasse die farbige Keramik Schiffe von 1959 und in der Stadtsparkasse das Metalldrahtrelief Schiffahrt.

## Öffentliche Sammlungen mit Werken Döbels (unvollständig)
- Art Institut Detroit, Michigan
- National-Galerie, Berlin
- Neue Galerie, Kassel
- Städtische Galerie Marburg
- Städtische Kunsthalle Mannheim

## 1937 aus öffentlichen Sammlungen nachweislich beschlagnahmte Werke

### Aus der Nationalgalerie Berlin im Kronprinzen-Palais
- Dämmerung/Seeufer, an Land gezogene Boote (Aquarell, 36 × 50,8 cm, 1934; 1940 zur „Verwertung“ auf dem Kunstmarkt an den Kunsthändler Bernhard A. Böhmer. Verbleib ungeklärt)

### Aus den Staatlichen Kunstsammlungen Kassel
- Vögel am Meer (Aquarell; zerstört)
- Vögel und Lampe (Aquarell; zerstört)
- Stillleben mit Kürbis (Tafelbild; zerstört)
- Schiffe am Abend (Zeichnung; zerstört)
- Matador (Zeichnung; zerstört)
- Schiffe (Zeichnung; zerstört)

## Ausstellungen (unvollständig)
- 1935: Kassel, Städtisches Kunsthaus („Neue Kunst im Gau Hessen“)
- 1936: Essen, Grugagelände („Westfront 1936. Freie Kunst im neuen Staate“)[6]
- 1936: Hamburg („Malerei und Plastik in Deutschland“)[7]
- 1937: Hannover, Künstlerhaus („105. Große Frühjahrsausstellung“ des Kunstvereins Hannover)
- 1937: Mannheim, Städtische Kunsthalle („Neue deutsche Malerei. Erster Teil: Nord- und Ostdeutschland“)

- 1948: Landesmuseum Kassel, Kassel
- 1956: Städtische Kunsthalle Mannheim, Mannheim
- 1960: KasselerKunstVerein, Kassel
- 1988: Traumschiffe. KasselerKunstVerein, Kassel
- 1997 Entartete Kunst, Exilkunst, Widerstandskunst in Westdeutschland. Ausstellung nach 1945, Weimar

## Auszeichnungen
- Wanderpreis der Kasseler Post, Kassel